# Leptotyphlops pembae
Leptotyphlops pembae este o specie de șerpi din genul Leptotyphlops, familia Leptotyphlopidae, descrisă de Loveridge 1941. Conform Catalogue of Life specia Leptotyphlops pembae nu are subspecii cunoscute.